# Бандера (округ)
О́круг Банде́ра (англ. Bandera county) — округ в штате Техас Соединённых Штатов Америки. На 2000 год в нём проживало 17 645 человек. По оценке бюро переписи населения США в 2008 году население округа составляло 20 303 человек. Окружным центром является город Бандера.

## История
Округ Бандера был сформирован в 1856 году из участков округов Бэр и Ювалде. Он был назван от испанского слова bandera, означающего «флаг».